# Túpolev MTB-1
El Túpolev MTB-1 (conocido originalmente como MDR-4 e internamente en Túpolev como ANT-27) fue un hidrocanoa de patrulla construido en la Unión Soviética a mitad de los años 30 del siglo XX.

## Diseño y desarrollo
Era una versión refinada del infructuoso Chetverikov MDR-3. El revisado diseño mantenía el casco del MDR-3, pero añadía un ala recién diseñada y totalmente cantiléver, una nueva cola y una nueva instalación motora que presentaba dos unidades tractoras y una propulsora. Las pruebas comenzaron en 1934, pero el prototipo resultó destruido en un despegue.
Se construyó un segundo prototipo el año siguiente, siendo redesignado MTB-1 para reflejar una nueva misión torpedera. A pesar de las pobres prestaciones mostradas en las pruebas, el avión se necesitaba urgentemente para cubrir un hueco en la Armada Soviética, y fue aceptado para entrar en producción antes de que las pruebas de vuelo se completaran. A pesar de algunos fallos estructurales iniciales, se produjeron finalmente 15 ejemplares que entraron en servicio con la Armada durante varios años, permaneciendo en el mismo hasta 1942.

## Operadores
Unión Soviética
- Aviación Naval Soviética

## Especificaciones (MTB-1)
Referencia datos: The Osprey Encyclopaedia of Russian Aircraft 1875–1995

### Características generales
- Tripulación: Ocho
- Longitud: 21,9 m (71,9 ft)
- Envergadura: 39,4 m (129,3 ft)
- Superficie alar: 16,5 m² (177,5 ft²)
- Peso vacío: 10 521 kg (23 188,3 lb)
- Peso cargado: 16 250 kg (35 815 lb)
- Planta motriz: 3× motor lineal V-12 refrigerado por líquido Mikulin M-34.
  - Potencia: 600 kW (827 HP; 816 CV) cada uno.
- Hélices: Bipala (dos tractoras y una propulsora)
- Capacidad de combustible: 3746 kg de combustible + 370 kg de aceite

### Rendimiento
- Velocidad máxima operativa (Vno): 225 km/h (140 MPH; 121 kt) a nivel del mar; 200 km/h (120 mph; 110 kn) a 3000 m (9800 pies)
- Alcance: 2000 km (1080 nmi; 1243 mi)
- Techo de vuelo: 4470 m (14 665 ft)
- Régimen de ascenso: 3,1 m/s (610 ft/min)
- Autonomía: 11 h
- Tiempo a altitud: 1000 m (3300 pies) en 5,4 min

### Armamento
- Ametralladoras: 

  - 4x ShKAS de 7,62 mm en montajes dobles de morro y de cola

- Cañones: 

  - 1x Oerlikon de 20 mm en torreta dorsal Tur-9
- Bombas: 500 kg

## Aeronaves relacionadas

### Secuencias de designación
- Secuencia ANT-_ (interna de Túpolev): ← ANT-23 - ANT-25 - ANT-26 - ANT-27 - ANT-28 - ANT-29 - ANT-30 →
- Secuencia MDR-_ (Hidroaviones de Reconocimiento de Largo Alcance soviéticos, 1923-1940): MDR-1 - MDR-2 - MDR-3 - MDR-4 - MDR-5 - MDR-6 - MDR-7
- Secuencia MTB-_ (Hidroaviones Bombarderos Pesados soviéticos, 1923-1940): MTB-1 - MTB-2